# لازاروس پیت
لازاروس پیت (به انگلیسی: Lazarus Pit) نام یک پدیده طبیعی و منبع آب حیاتی خیالی در کتاب‌های کامیک آمریکایی منتشر شده توسط دی‌سی کامیکس است، که توسط رأس الغول (یکی از ضد قهرمانان بتمن که چند صد سال سن دارد) جهت دوباره زنده شدن پس از مرگ، مورد استفاده قرار می‌گیرد.

## داستان
رأس الغول در حالی که مشغول درمان پسر در حال مرگ سلطان بود، به‌طور اتفاقی استخری طبیعی از مواد شیمیایی طبیعی را کشف کرد. او این چاه را «لازاروس پیت»، بیاد بود شخصیتی در کتاب مقدس نامگذاری کرد. راس الغول، هربار که با این اقدام احیا می‌شود، نسبت به دوران زندگی قبلی خود دیوانه‌تر شده و از آرمان‌های اولیه‌اش به سمت افراطی گری بیشتر فاصله می‌گیرد. اشخاص دیگری که از وجود این چاه یا از آن استفاده نموده‌اند شامل جیسون تاد، نیسا رعتکو، تالیا الغول، دومین قناری سیاه، سنسی، ریدلر، کبرا، کاساندرا کین، لیدی شیوا، جوکر، زن شگفت‌انگیز و گرین ارو هستند.

## در رسانه‌ای
این پدیده تاکنون در سریال‌های انیمشنی تلویزیونی
Batman: The Animated Series،
Superman: The Animated Series و Batman Beyond،
در انیمیشن‌های بلند سینمایی و ویدئویی
Batman: Under the Red Hood و Son of Batman
و در بازی‌های ویدئویی بتمن: شهر آرکهام و بتمن: شوالیه آرکهام به تصویر کشیده شده‌است.